# 深沢勝幸
深沢 勝幸（ふかざわ かつゆき、1612年（慶長12年）- 1694年9月5日（元禄7年7月16日））は、江戸時代前期の捕鯨家であり篤志家である。深澤儀太夫勝幸とも称する。

## 経歴・人物
父、深澤儀太夫勝清（初代儀太夫）の子として肥前の大村に生まれる。先祖は、肥前国杵島郡長島庄（現武雄市）の潮見城を居城とした橘氏の分家である中橋氏。戦国時代に波佐見村長尾（現波佐見町永尾郷）、および波佐見村中尾（現中尾郷）に移り住んだ。父、勝清は、中尾に生まれ中尾姓を名乗るが、大村藩主より深澤の姓を賜り深澤儀太夫勝清と改名した。勝清は、大村藩主に仕えた捕鯨家で、紀伊の熊野太地で学んだ銛で鯨を捕獲する捕鯨法を故郷に伝授した。この後継者として勝幸が2代目儀太夫を名乗り、父から教わった捕鯨法を用いて五島列島で捕鯨を実施した。なお、当時捕鯨は職業の中で最も収益が高額であったといわれている。
1677年（延宝5年）に熊野太地で太地角右衛門が発案した網を用いた捕鯨法を学び、1684年（延享元年）には古座屋の3代目の主であった深沢勝実を通して、帰郷後に肥前の漁師に伝授した。後に父と共に野岳湖の資金による援助に携わったり、溜池や新田の開発に携わる等篤農家としても活躍した。晩年には出島や摂津大坂の中之島で交易関係の仕事にも携わった。